# Aérodrome de Sallanches Mont-Blanc
L'aérodrome de Sallanches Mont-Blanc (code OACI : LFHZ) était un aérodrome agréé à usage restreint, situé à 1,5 km au nord-est de Sallanches, en Haute-Savoie (région Auvergne-Rhône-Alpes, France).
Il fut utilisé pour la pratique d’activités de loisirs et de tourisme (aviation légère) jusqu'au 1er septembre 2020, date à laquelle il a été fermé.

## Installations
L’aérodrome disposait d’une piste bitumée orientée sud-nord (17/35), longue de 600 mètres et large de 20.
L’aérodrome n’était pas contrôlé. Les communications s’effectuaient en auto-information sur la fréquence de 123,500 MHz.

## Activités
Le site était géré par le Club aéronautique de Sallanches Mont-Blanc.